# Johann Peter Miller (Altphilologe)
Johann Peter Miller (* 22. Oktober 1705 in Scharenstetten; † 17. November 1781 in Ulm) war ein deutscher Altphilologe und Pädagoge.

## Leben
Millers Vater war der Theologe Johann Peter Miller (1665–1740), damals Prediger in Scharenstetten, später in Ulm. Einer seiner Brüder, der spätere Ulmer Prediger Johann Martin Miller (1693–1747), war der Vater des Predigers am Ulmer Münster und Professors der orientalischen Sprachen, Johann Michael Miller (1722–1774), und des bedeutenden Göttinger Professors der Theologie, Johann Peter Miller (1725–1789).
Miller besuchte bis 1721 das Ulmer Gymnasium (heute: Humboldt-Gymnasium). Anschließend studierte er Theologie und Philologie zunächst in Tübingen, ab 1724 in Jena (unter anderem bei Johann Franz Buddeus und Johann Georg Walch) und schließlich ab 1729 in Leipzig. Dort war er neben seinem Studium als Hauslehrer der Kinder des Juristen Karl Otto Rechenberg (1689–1751) tätig und verfasste Beiträge für die 3. Auflage (1730–1732) des Allgemeinen Historischen Lexicons, das in der Leipziger Verlagsbuchhandlung von Thomas Fritsch erschien und nach dessen Tod von seinem Sohn, dem kursächsischen Juristen Thomas von Fritsch, verlegt wurde. Aufgrund einer mehrwöchigen schweren Krankheit musste Miller diese Arbeit jedoch aufgeben und nahm das Angebot von Fritsch an, in Dresden als dessen Hofmeister und Bibliothekar zu arbeiten.
In Dresden erarbeitete er neben seiner bibliothekarischen Arbeit die 1740 bei Georg Saalbach in Leipzig erscheinende zweibändige Fortsetzung des allgemeinen Historischen Lexici. Im selben Jahr ging er zurück nach Ulm und lehrte bis zu seinem Tod am dortigen Gymnasium, zunächst als Subrektor und Professor der griechischen Sprache, ab 1743 in der Position eines Prorektors und Professors der Geschichte, und schließlich seit 1752 als Rektor des Gymnasiums. Seit 1743 war er zudem Vorsteher der Ulmer Stadt-Bibliothek.
Zu seinen zahlreichen Veröffentlichungen zählen die Berlinischen Ausgaben der lateinischen Klassiker, die er von 1745 bis 1772 bei Haude und Spener herausgab.
Millers Söhne waren die Juristen Marx Tobias Miller (1742–nach 1800) und Gottlob Dietrich Miller. Eine seiner Töchter war mit dem Professor der Geschichte und Theologie Adolph Friedrich Schemer (1732–1796) verheiratet.